# Maladroit
Maladroit (en català, maldestre) és el quart àlbum d'estudi de la banda estatunidenca Weezer. Publicat el 14 de maig de 2002, gairebé un després de l'anterior, fou el primer del grup que trenca amb la tradició de fer àlbums de deu cançons i també el primer a incloure les lletres de les cançons en el llibret. És el primer treball en el qual participa el nou membre del grup Scott Shriner.

## Informació
En aquest ocasió van decidir innovar amb un sistema de llançament diari de demos en format MP3 mitjançant el lloc oficial de la banda (Weezer.com). El resultat va ser que per internet circulaven més de trenta cançons diferents abans del llançament de l'àlbum. Això va permetre que el grup tingués una sòlida comunicació amb els seus seguidors i Cuomo va rebre diversos missatges al seu bloc personal comentant les seves sensacions. Una altra conseqüència va ser que les emissores de ràdio més importants posaven cançons que encara no s'havien llançat i algunes encara estaven inacabades. Fins i tot, el senzill "Dope Nose" va arribar a la posició 25 de la llista de cançons modernes de Billboard sense haver-se llançat oficialment el seu senzill.
A final del 2007, l'àlbum portava venudes més de 600.000 unitats als Estats Units i va ser certificat com a disc d'or. L'àlbum va arribar a la tercera posició de la llista d'àlbums Billboard 200 però es va mantenir a la llista molt poc temps, fet que va demostrar el seu relatiu poc èxit comercial.
Maladroit va rebre crítiques generalment positives, destacant que unia el millor dels tres àlbums anteriors, tant les lletres, com la música o els riffs de guitarra addictius. Diversos mitjans van votar l'àlbum com un dels millors de l'any 2002 i també van destacar la qualitat de les composicions de Cuomo.

## Llista de cançons
Totes les cançons foren escrites i compostes per Rivers Cuomo. 
| Núm.          | Títol                   | Durada |
| ------------- | ----------------------- | ------ |
| 1.            | «Don't Let Go»          | 2:42   |
| 2.            | «Dope Nose»             | 2:17   |
| 3.            | «Hash Pipe»             | 3:06   |
| 4.            | «Take Control»          | 2:25   |
| 5.            | «Death and Destruction» | 3:05   |
| 6.            | «Slob»                  | 2:39   |
| 7.            | «Burndt Jamb»           | 3:09   |
| 8.            | «Space Rock»            | 2:39   |
| 9.            | «Slave»                 | 2:53   |
| 10.           | «Fall Together»         | 2:02   |
| 11.           | «Possibilities»         | 2:00   |
| 12.           | «Love Explosion»        | 2:35   |
| 13.           | «December»              | 2:59   |
| Durada total: | Durada total:           | 33:43  |

Cançons de bonificació
Les versions europea i australiana de Maladroit incloïen la cançó "Island in the Sun" de l'àlbum The Green Album. Algunes còpies també incorporaven la cara B "Living Without You".

## Posicions en llista
| Llista        | Posició |
| ------------- | ------- |
| Billboard 200 | 3       |
| Noruega       | 4       |
| Finlàndia     | 11      |
| Austràlia     | 11      |
| UK Top 40     | 16      |
| Suècia        | 22      |
| Àustria       | 22      |
| França        | 42      |
| Suïssa        | 44      |
| Països Baixos | 95      |

## Personal
- Rivers Cuomo – cantant, guitarra
- Brian Bell – guitarra, veus addicionals
- Scott Shriner – baix, veus addicionals
- Patrick Wilson – bateria
- Chad Bamford – productor, enginyer
- Rod Cervera – productor
- Jordan Schur – productor executiu
- Graham Holmes – coordinador de producció
- Christopher Carroll – enginyer
- Femio Hernández, Darren Mora – ajudants enginyeria
- Stephen Marcussen – masterització
- Tom Lord-Alge – mescles
- Francesca Restrepo – director d'art
- Chris McPherson, Sean Murphy – fotografia
- Craig Montgomery – so
- Todd Sullivan – A&R